# Secondcity
Secondcity, właśc. Rowan Harrington (ur. 28 stycznia 1987 roku w Chicago) – brytyjski didżej i producent muzyczny urodzony w Stanach Zjednoczonych.

## Single
- 2014: "I Wanna Feel"
- 2014: "What Can I Do" (feat. Ali Love)